# Pseudohadena idumaea
Pseudohadena idumaea är en fjärilsart som beskrevs av Rudolf Püngeler 1901. Pseudohadena idumaea ingår i släktet Pseudohadena och familjen nattflyn. Inga underarter finns listade.